# 魏宏
魏宏（1954年5月—），山东沂南人。1970年11月参加工作，1973年6月加入中国共产党。长沙铁道兵学院（现并入中国人民解放军国防科技大学）政治系毕业，西南财经大学经济系研究生在職研究生学历，四川省委党校经济学专业研究生毕业。曾任四川雅安市委书记，中共四川省委常委，省委组织部部长，省委副书记，四川省人民政府副省长，党组副书记，四川行政学院院长，常务副省长，代省长，省长，中共第十六大、十七大代表。

## 生平
1970年11月入伍，任铁道兵机械团十一连战士、排长、副政治指导员。1978年3月进入长沙铁道兵学院（现并入中国人民解放军国防科技大学）政治系学习，1979年8月毕业后留校任该院政治部正连职干事。
1982年12月转业，任四川省永川地区、永川县人事局干部。1984年9月至1986年7月，在重庆师专电大党政管理专业学习。1986年7月毕业后进入中共四川省委组织部工作，历任主任干事、副处长、副秘书长、秘书长、副部长。2000年8月，调任中共雅安地委书记。2000年12月雅安撤地设市后，任中共雅安市委书记。2002年8月，任中共四川省委组织部常务副部长，9月升任部长，并于同年12月获任中共四川省委常委。2007年5月，改任中共四川省委常委兼四川省人民政府常务副省长、党组副书记。2012年5月，不再担任中共四川省委常委，任四川省人民政府常务副省长、党组副书记。
2012年12月，在中共四川省委副书记李春城落马后，升任中共四川省委副书记，并继续担任四川省人民政府常务副省长；2013年1月5日，被任命为四川省人民政府代理省长；2013年1月29日，正式当选为四川省人民政府省长。

## 违纪落马

### 违纪反省
2015年12月31日，魏宏在連續缺席四川省經濟工作暨城市工作會議和四川省民主生活會後，傳出魏宏涉案被調查的消息。2016年1月15日，中共中央纪委副书记吴玉良在国新办发布会上称魏宏“涉嫌严重违纪，正在反省思过”（这一措辞不同于以往的“正在接受组织调查”），下一步将依纪处理，被指或与周永康案有关。据媒体报道，魏宏与周永康私交甚笃。魏宏赴京公干时，周永康常请他吃饭。通过魏宏，原中共资阳市委书记李佳进入周永康视线。周永康落马前，魏宏曾带着李佳为其祝寿。李佳被双规后曾有检举魏宏的行为。李佳的检举，为针对魏宏的调查提供了线索。

### 辞职及处分
2016年1月22日，四川省第十二届人大常委会第二十一次会议第二次全体会议决定接受魏宏辞去四川省人民政府省长职务，并报四川省第十二届人民代表大会第四次会议备案。
2016年2月4日，中纪委宣布，魏宏同志身为党的高级领导干部，在自身存在严重违纪问题的情况下，对党不忠诚、不老实，不珍惜组织多次给予的教育挽救机会，严重违反政治纪律、组织纪律，对抗组织审查，在组织谈话和书面函询时不如实说明问题；严重违反工作纪律，插手司法活动。魏宏同志的违纪行为性质恶劣、情节严重，依据《中国共产党纪律处分条例》等有关规定，经中央纪委常委会议审议并报中共中央批准，决定给予魏宏同志撤销党内职务处分，由监察部报国务院批准给予其行政撤职处分，降为副厅级非领导职务。2月18日，被罢免全国人大代表职务。

## 家族
- 妻子：桂建梅，曾任中共成都市青羊区委副书记，区政协主席、党组书记。2016年1月，卸任青羊区政协党组书记[12]。